# Ровное (Евгеновский сельский совет)
Ровное (укр. Рівне) — село, относится к Тарутинскому району Одесской области Украины.
Население по переписи 2001 года составляло 478 человек. Почтовый индекс — 68515. Телефонный код — 4847. Занимает площадь 1,12 км². Код КОАТУУ — 5124788001.

## Местный совет
68515, Одесская обл., Тарутинский р-н, с. Евгеновка, ул. Ленина, 2б